# Поштові протоколи Інтернету
Поштові протоколи інтернету (POP, SMTP, UUCP)

## Загальна характеристика протоколів електронної пошти
Служба електронної пошти належить до найпопулярніших у сучасних комп'ютерних мережах. У мережах TCP/IP реалізовано декілька систем підтримки електронної пошти. Найпоширеніші системи протоколів SMTP та UUCP (UNIX to UNIX Comminication Protocol), a також система протоколу Х.400.
Поштовий клієнт (агент користувача (АК)) допомагає користувачу скласти повідомлення, може підтримувати локальну базу повідомлень, взаємодіє з поштовим сервером, передаючи та отримуючи повідомлення з нього. АК може не бути постійно ввімкненим. Його розміщують на робочій станції користувача.
Поштовий сервер (агент доставляння (АД)) відповідає за доставляння повідомлення адресату. Крім того, він зберігає всі повідомлення перед відсиланням та безпосередньо після отримання. Як і поштовий клієнт, АД може виконувати функції фільтрування поштових повідомлень.
Усі системи пошти можна розділити на такі, що працюють у режимі прямого сполучення, і системи з проміжним збереженням. У системах з прямим сполученням поштові сервери відправника та одержувача налагоджують прямий канал (без посередників) та передають ним пошту. Прямим каналом може бути, наприклад, ТСР-сполучення. В системах з проміжним збереженням агенти доставляння передають повідомлення один одному. Як звичайно, передавання з прямим сполученням набагато швидше. До систем прямого сполучення належить система протоколу SMTP, а з проміжним збереженням — UUCP та Х.400.

## Система електронної пошти Х.400
Система протоколів електронної пошти Х.400 розроблена ITU, її використовують у деяких випадках державні, військові та фінансові організації для гарантування надійного передавання. Порівняно з іншими системами (SMTP) ця система надає низку додаткових послуг, а саме:
— підтвердження доставляння та прочитання документа;
— підтримка мультимедійної інформації;
— пріоритетність повідомлень;
— захист, конфіденційність, шифрування;
— довільні формати повідомлень;
— взаємодія з іншими службами передавання повідомлень (пошта, факс, телекс). Поштова система Х.400 належить до систем з проміжним збереженням, вона не передає листи в режимі реального часу (як SMTP). У цьому вона подібна до UUCP. Недоліком Х.400 є висока складність, значна вартість реалізації та адміністрування.
Складові стандарти системи. Система Х.400 описана у низці таких стандартів:
— Х.400 — опис системи та служби опрацювання повідомлень;
— Х.402 — архітектура;
— Х.403 — тестування;
— Х.407 — означення послуг;
— Х.408 — правила кодування інформації;
— Х.411 — означення послуг та процедур для системи передавання даних;
— Х.413 — означення послуг сховища повідомлень;
— Х.419 — специфікації протоколів;
— Х.420 — система міжособових повідомлень.
Структура системи. Функційно система Х.400 складається з низки компонентів, що взаємодіють. Користувач (К) безпосередньо взаємодіє з агентом користувача. АК формує повідомлення, надає користувачу додаткові сервісні можливості (адресні книги тощо), надсилає та приймає повідомлення. Система передавання повідомлень (СПП) гарантує передавання повідомлень між агентами. Агент передавання повідомлень (АПП) приймає повідомлення та спрямовує їх іншим АПП або АК. АПП відповідає за доставляння отриманого повідомлення і у випадку неможливості доставляння повідомляє про це відправника. Сховище повідомлень (СП) зберігає отримані повідомлення, дає змогу АК шукати та впорядковувати їх. Модуль доступу (МД) та модуль доступу фізичного доставляння (МДФД) призначені для взаємодії системи Х.400 з зовнішніми службами і сервісами. Наприклад, МД реалізує шлюз доступу в інші мережі, в інші поштові служби. МДФД фізично перетворює повідомлення та переносить його (друкування, доставляння поштою, кур'єром).
Типи повідомлень та їхня структура. В системі Х.400 визначено три типи повідомлень:
- повідомлення, що передають інформацію користувачів. Умовно кожне таке повідомлення складається з конверта і змісту. Конверт переносить службову інформацію, потрібну для правильного передавання (адреси відправника та одержувача, пріоритет, тип даних, тип кодування та ін.). Зміст повідомлення складається з міжособового заголовка (адресат, відправник, тема, копії) і тіла. Тіло повідомлення може складатися з декількох секцій. Кожна секція може переносити інший тип даних, мати інше кодування;
- зонди. Зонд — це службове повідомлення, якими обмінюються АПП. Як звичайно, зонди складаються тільки з конверта;
- звіти. Звіт містить інформацію про процес передавання повідомлення, успішне або неуспішне доставляння, причини.

Опрацювання повідомлень та адресація. Передавання повідомлень відбувається з проміжним накопиченням у АПП. Якщо повідомлення адресоване декільком користувачам, то АПП може розмножити його і спрямувати різним АПП. Кожний АПП має такі порти: адміністративний, доставляння та подання. Порт подання дає змогу користувачу передавати повідомлення для доставляння, а також зондувати можливість доставляння; адміністративний порт — змінювати параметри функціювання АПП; порт доставляння — отримувати інформаційні та службові повідомлення про доставляння.
Система адресування Х.400 досить складна. Розрізняють адресацію у заголовку конверта та в міжособовому заголовку.
Адреса на конверті може мати декілька різних форм (мнемонічну, термінологічну, цифрову, поштову). Атрибути адреси залежать від її форми. Можливих атрибутів досить багато. Це назва регіону, ім'я, назва країни, мережева адреса, організація, цифровий ідентифікатор користувача тощо.
Міжособова адреса специфікує універсальний ідентифікатор повідомлення, відправника, правочинних користувачів, головних одержувачів, одержувачів копій, таємних одержувачів, тему, посилання на попередні повідомлення, тривалість дії повідомлення, важливість, конфіденційність.

## Система електронної пошти стандарту UUCP
У системах протоколів UUCP зазначено всі проміжні хости, через які проходять повідомлення електронної пошти. Тому формат адреси, наприклад, такий:
serv1!serv2!serv3!user_dest
Повідомлення, яке не пройшло через якусь ланку ланцюжка, чекає на її доступність.

## Протокол SMTP
Протокл SMTP (Simple Mail Transfer Protocol) використовується для відправки електронної пошти. У протоколі SMTP реалізовано пряме доставляння повідомлення адресату. Адреса електронної пошти, наприклад, може мати вигляд:
user1@dom1.dom2.com
Поштова система протоколу SMTP використовує цілий набір протоколів, кожен з яких відіграє свою роль у процесі передавання.
Протокол SMTP використовують для передавання повідомлень між поштовими серверами. Він працює з портом 25 та протоколом TCP.

## Протоколи POP
Протоколи POP (Post Office Protocol) різних версій (РОР2 — RFC-937, POP3 — RFC-1725) використовуються для прийому електронної пошти. Вони використовують порти 109 і 110. Ці протоколи працюють в off-line режимі, тобто головні операції з поштою виконує локальний комп'ютер після її надходження з поштового сервера.
Під час сеансу РОР2 користувач послідовно одержує повідомлення про кількість наявних листів, їхній обсяг. Він може прочитати лист, а потім його знищити або ж зберегти на сервері.

## Система електронної пошти стандарту IMAP
Протокол ІМАР (RFC 1064, RFC 1730) функційно наближений до POP і дає змогу користувачу працювати з віддаленим сервером електронної пошти. На відміну від POP, ІМАР може працювати в режимі on-line. Це означає, що головні операції над поштою виконуються безпосередньо на сервері. У цьому випадку забезпечене централізоване збереження поштової інформації та пов'язані з цим зручності оновлення, достовірності, колективного використання, цілісності тощо.
Протокол МІМЕ відомий як розширення протоколу SMTP. Протокол SMTP орієнтований на передавання текстової інформації в коді ASCII, MIME ж призначено для пересилання даних двійкового формату з використанням ASCII-протоколів електронної пошти. Оскільки більшість Internet-систем електронної пошти не придатні для передавання довільного двійкового символу, то МІМЕ доводиться перетворювати байт у текстовий символ.
Отже, у заголовку повідомлення МІМЕ є деякі поля, які описують тип та підтип даних, а також методи кодування-декодування.
Приклад перетворення quoted printable: Copyright © 1996
Copyright = A9 1996